# Мохаммед Рахман
Мохаммед Рахман Савалуддин бин Сухаимат (индон. Mohammad Rachman Sawaluddin bin Suhaimat) более известный как Мохаммед Рахман (индон. Muhammad Rachman, родился 23 декабря 1971 в Мерауке, Папуа, Индонезия) — индонезийский боксёр-профессионал, выступающий в минимальной (Minimumweight) весовой категории. Являлся чемпионом мира по версиям МБФ (IBF) и WBA.
Наилучшая позиция в мировом рейтинге: 3-й.

## Результаты боёв
| Бой | Дата | Соперник | Судьи | Место боя | Раундов | Результат | Дополнительно |
| --- | ---- | -------- | ----- | --------- | ------- | --------- | ------------- |
|     |      |          |       |           |         |           |               |
| Бой | Дата | Соперник | Судьи | Место боя | Раундов | Результат | Дополнительно |